# Пухирчик
Пухирчик (Diphyscium) — рід мохів родини Diphysciaceae. Представники цього роду є невеликими багаторічними рослинами. Коробочка не сильно подовжується і залишається прихованою серед навколишнього листя. Є п'ятнадцять видів дифізіума. Однак два з цих видів з південно-східної Азії раніше були поміщені в рід Theriotia, а один вид, з Чилі, раніше був виділений в монотипний рід Muscoflorschuetzia. У 2003 році Магомбо запропонував перекласифікувати всі п'ятнадцять видів як такі, що належать до єдиного роду Diphyscium.

## Поширення
Батьківщиною є Європа, Макаронезія, Північна Америка, Південна Америка, Азія, Австралія, Океанія.